# (31539) 1999 DQ1
1999 دي كيو 1 (ويعرف أيضًا باسم (31539) 1999 دي كيو 1 وفق تسمية الكوكب الصغير) (بالإنجليزية: 1999 DQ1)‏ هو كويكب ضمن حزام الكويكبات؛ وترتيبه 31539 من حيث الاكتشاف.
اكتُشف هذا الجُرم الفلكي بواسطة تعقب الأجرام القريبة من الأرض في 18 فبراير 1999.

## وصلات خارجية
- (31539) 1999 DQ1 في قاعدة بيانات مختبر الدفع النفاث لأجرام النظام الشمسي الصغيرة

- الاكتشاف · مخطط المدار ·  العناصر المدارية · المعلمات المادية

- (31539) 1999 DQ1 على موقع ويكي سكاي: DSS2, SDSS, GALEX, IRAS, Hydrogen α, X-Ray, Astrophoto, Sky Map, Articles and images